# Dick Bergström
Dick Otto Ludvig Bergström, född 15 februari 1886 i Lidingö, död 17 augusti 1952 i Stockholm, var en svensk seglare.
Han seglade för KSSS. Han blev olympisk silvermedaljör i Stockholm 1912. Bergström är begravd på Lidingö kyrkogård.